# Т-64Б
Т-64Б (Индекс ГАБТУ — Объект 447) — советский основной танк семейства Т-64.

## Описание Т-64Б
Т-64Б (1976 год) — модернизированный вариант танка Т-64А. Основные отличия: комплекс управляемого ракетного вооружения 9М112 «Кобра», для которого гладкоствольное орудие модифицировано (2А46-2) с добавлением возможности пуска ПТУР из канала ствола, новая система управления огнём 1А33-1 с прицелом-дальномером-прибором слежения 1Г42 со встроенным лазерным (квантовым) дальномером (впервые в СССР, с 7-летним опозданием относительно танка «Чифтен») с высокой точностью определения дальности до цели и системой определения поправки на боковое движение цели и с электронным баллистическим вычислителем с автоматическим вычислением поправок для стрельбы, система защиты от напалма, система пуска дымовых гранат «Туча», сплошные бортовые экраны, увеличен динамический ход опорных катков. С 1984 по опытно-конструкторской работе «Отражение» на верхний лобовой лист наваривалась дополнительная стальная плита толщиной 30 мм. Поздние версии танка оснащены комплексом управляемого вооружения (ПТУР) 9К112-1 «Кобра» и полностью переработанным 125-мм орудием — пусковой установкой 2А46М-1, стабилизированным в двух плоскостях.

## Описание конструкции
Т-64Б имеет классическую компоновку, с размещением моторно-трансмиссионного отделения в кормовой, боевого — в средней, а отделения управления — в лобовой части машины. Экипаж танка состоит из трёх человек: механика-водителя, наводчика-оператора и командира, который также выполняет функции заряжающего после расходования боевого запаса в механизме заряжания.

### Силовая установка
Силовая установка — двигатель 5ТД, позднее (5ТДФА). Оппозитный, пятицилиндровый, многотопливный, двухтактный турбопоршневой дизель, жидкостного охлаждения с непосредственным смесеобразованием, прямоточной бесклапанной продувкой, поршневым газораспределением, горизонтальным расположением цилиндров и двухсторонним отбором мощности.

### Ходовая
Трансмиссия: механическая планетарная с гидросервоприводами управления.
Подвеска: торсионная, состоит из шести узлов подвески на борт. На первых, вторых и шестых узлах подвески установлены гидравлические телескопические амортизаторы двустороннего действия, а на первых, третьих, пятых и шестых — жёсткие упоры (справедливо для Т-64А основных серий). По надежности подвеска Т-64 уступает другим  советским танкам - укороченные торсионы с большим углом закрутки в крайнем верхнем положении катка чаще выходят из строя. Опорные катки с внутренней амортизацией.

### Вооружение
125-мм гладкоствольная пушка Д-81М (2А46). Заряжание раздельное с частично сгорающей гильзой. Пушка оснащена механизмом заряжания (МЗ) 6ЭЦ10. Механизм заряжания: гидромеханический с постоянным углом заряжания. Находится в специальной кабине, состыкованной с башней (конвейер) и башне. В его конвейере уложены 28 выстрелов раздельного заряжания: бронебойно-подкалиберные, кумулятивные и осколочно-фугасные. Остальные 9 — в отделениях управления и в боевом. Спаренный с пушкой пулемёт ПКТ.
В Т-64БМ основным вооружением танка является 125-мм гладкоствольная пушка КБАЗ или 2А46М-1. Ствол пушки выполнен быстросъемным и может быть заменен в полевых условиях без демонтажа башни с танка, как и у 2А46М танков Т-64Б и Т-64БВ. Привод вращения башни — электрический, привод пушки — гидравлический. После модернизации башня поворачивается в 2 раза быстрее: на 180° менее чем за 5 секунд (скорость вращения башни относительно корпуса составляет до 40 град/сек). На случай нештатной ситуации предусмотрены резервные механические приводы наведения пушки и башни.
Механизм заряжания более чем удвоил боевую скорострельность, которая достигла 10 выстрелов в минуту.
Боекомплект пушки состоит из 36 выстрелов раздельно-гильзового заряжания, из них 28 размещены в механизме заряжания. «Булат» способен вести огонь бронебойно-подкалиберными, кумулятивными, осколочно-фугасными снарядами и ПТУР «Комбат» с полуактивной системой управления по лазерному лучу.
Скорострельность танка составляет до 8 выстрелов/мин. (7—12,5 сек. на заряжание одного выстрела), как и у Т-64А и -Б, что достигается за счёт автомата заряжания и тандемного досылания (снаряд-заряд) за один цикл. Удаление стрелянного поддона осуществляется с помощью его автоматического улавливания и укладки в пустой лоток без разгерметизации боевого отделения, как и у Т-64А и -Б.
Вспомогательное вооружение
- Дистанционно управляемая зенитная установка на основе пулемёта КТ-12,7 мм (НСВТ, боекомплект 300 патронов).
- Спаренный с пушкой пулемёт КТ-7,62 мм (ПКТ, боекомплект 1250 патронов).

Комплекс управляемого вооружения

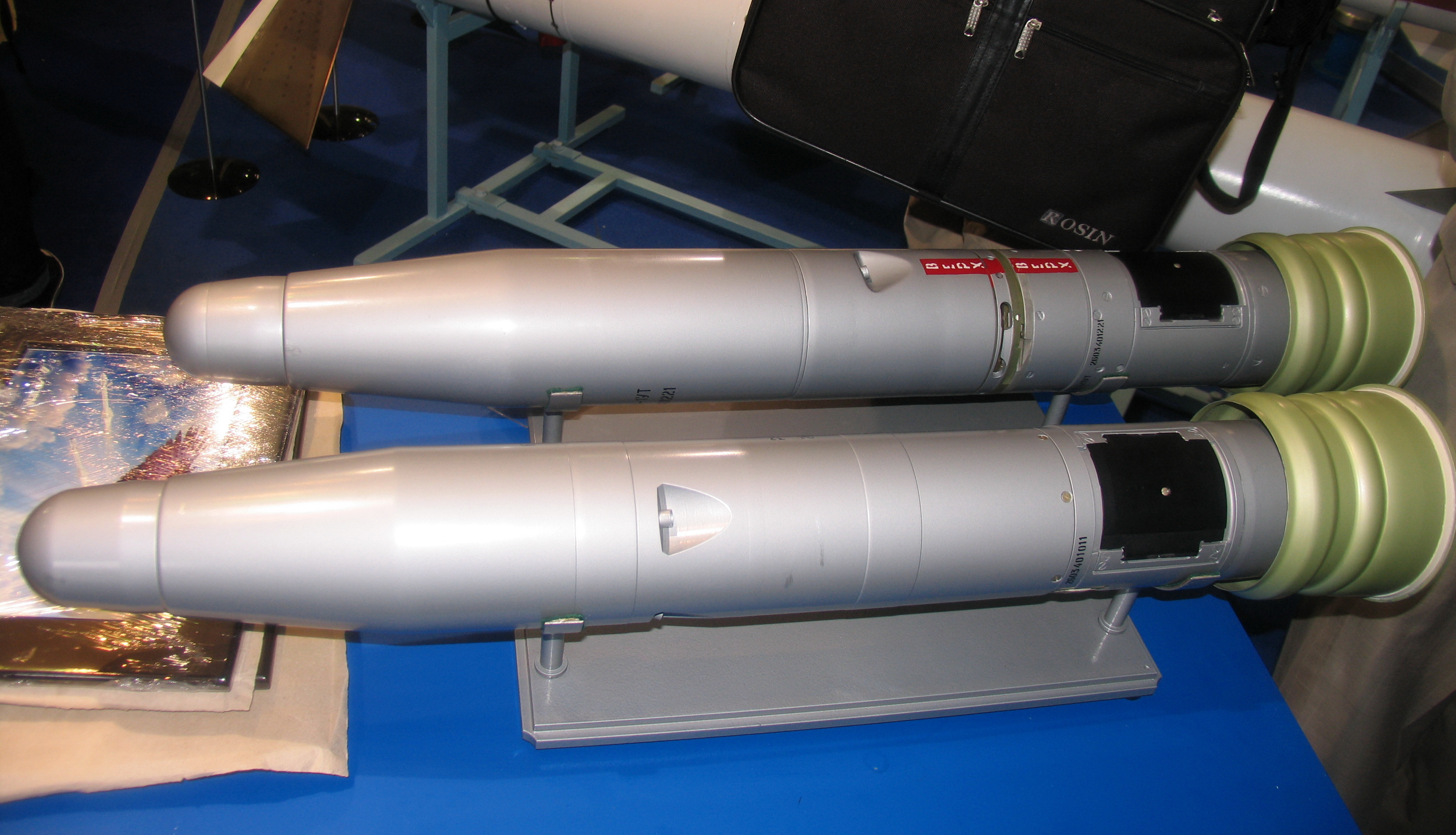
ТУР «Комбат».

Отличительной особенностью танка является наличие КУВ (комплекса управляемого вооружения) «Кобра», позволяющего вести огонь управляемыми ракетами с лазерным наведением. В Т-64БМ «Булат» КУВ «Кобра» заменён на «Комбат», что повысило максимальную дальность стрельбы с 4000 до 5000 метров и бронепробиваемость за динамической защитой с 600—700 до 750 мм. Танковые управляемые ракеты (ТУР) размещаются в автомате заряжания так же, как и обычные снаряды.
Гидроусилитель для управления и водно-воздушный очиститель приборов. Трансмиссия, в отличие от Т-62 и Т-54/55, была лишена главного фрикциона и бортового редуктора («гитары»), от двигателя момент силы передавался на ходовую часть напрямую через боковые коробки передач.
Преодолеваемый брод — 1,8 метра при высоте танка 2,17 м по крыше башни. Установлено бульдозерное оборудование для самоокапывания. Зенитный пулемёт для борьбы с вертолётами управлялся командиром танка дистанционно.

### Защищённость и живучесть
Для повышения защиты экипажа при возгорании внутри боевого отделения танка и МТО устанавливается быстродействующая система пожаротушения, как и на других современных танках, в том числе Т-64БВ, Т-72, Т-80 и т. д., обеспечивающая автоматическое пожаротушение в обитаемом отделении в течение 150 мс.

## История Т-64БМ
После распада СССР, в период с 1991 по 1999 год в ХКБМ был разработан ряд проектов модернизации танков Т-64БВ. Целью модернизации было доведение боевых характеристик танка до уровня Т-84У с помощью установки унифицированной СУО 1А45 «Иртыш», ДЗ «Нож» и других мероприятий.
24 августа 1999 года на параде в честь независимости Украины были впервые показаны Т-64У («объект 447АМ-1», прототип танка Т-64БМ «Булат»).

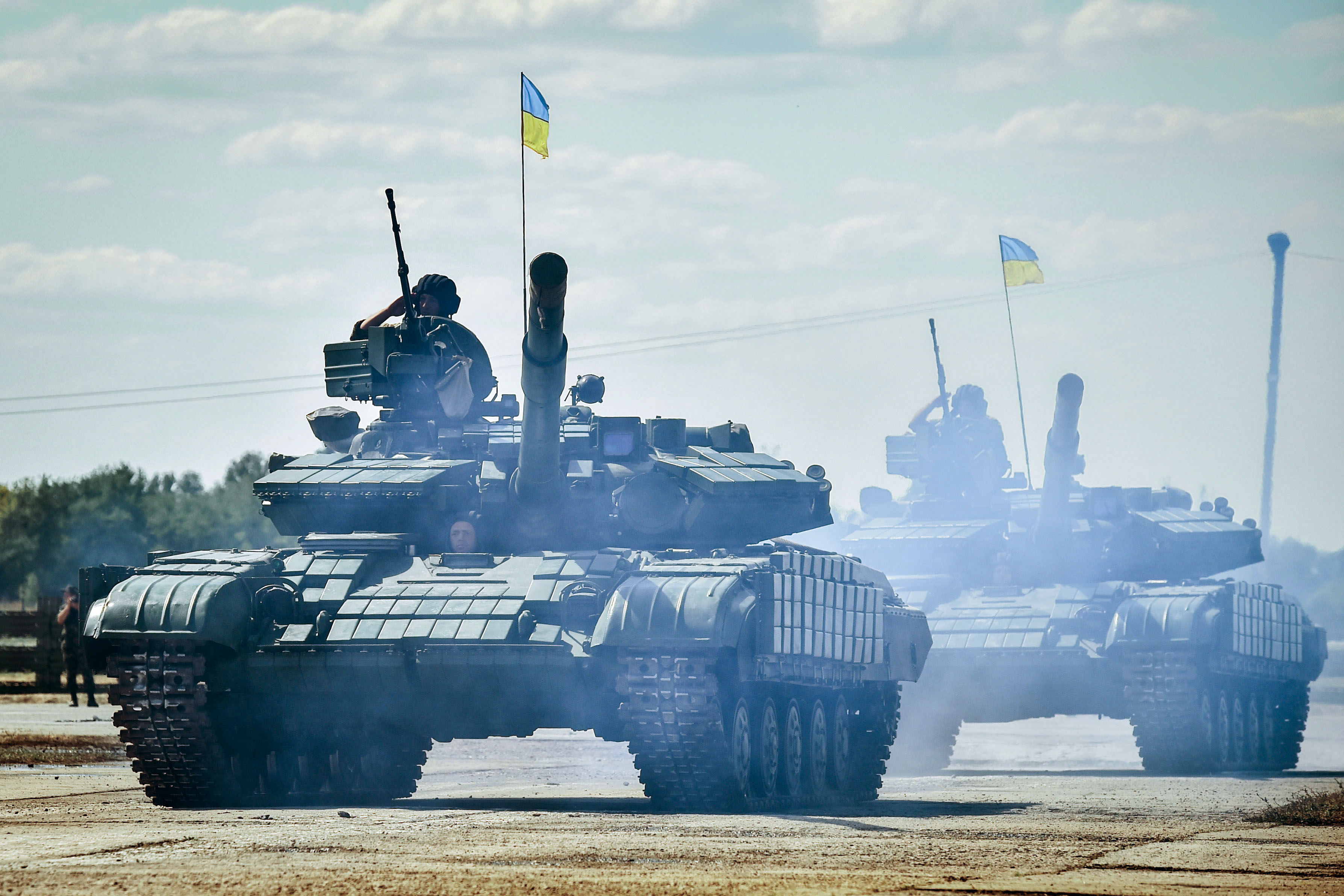
Т-64БВ 92-й омехбр на Чугуевском полигоне в Харьковской области. 22 августа 2015 года.

В декабре 2003 года министерство обороны Украины выделило в военном бюджете на 2004 год 40 млн гривен на модернизацию танков Т-64 до уровня Т-64БМ «Булат». На рубеже 2003—2004 гг. завод им. Малышева начал модернизацию советских танков Т-64Б до уровня Т-64БМ «Булат». Первоначально, проект модернизации танкового парка предусматривал модернизацию до уровня «Булат» для вооружённых сил Украины около 400 Т-64Б/БВ.
В 2004 году «Булат» был принят на вооружение вооружённых сил Украины и министерство обороны Украины заказало модернизацию 85 танков Т-64Б/БВ до уровня «Булат». Как сообщил генеральный конструктор танка, генерал-лейтенант М. Д. Борисюк, первый серийный танк изготавливали в течение восьми месяцев, а общая стоимость работ по модернизации составила 500 тыс. долларов США. В этом же году на ЗТМ им. Малышева началось исполнение первого контракта стоимостью 8 млн долларов США на модернизацию 17 танков (при этом, стоимость модернизации одного танка составляла около 470 тыс. долларов США). В дальнейшем, до конца 2008 года были выпущены ещё две партии (19 и 20 шт.), в результате к началу 2009 года общее количество поставленных танков «Булат» составило 56 единиц, при этом все 56 танков были поставлены с установленным комплектом динамической защиты «Нож».
В 2009 году был заключён контракт на модернизацию ещё 29 танков.
- Первые 10 из этих 29 танков были переданы министерству обороны 28 октября 2010 года, они были предназначены для 169-го учебного центра «Десна»[26]. Все 10 танков были поставлены без комплекта динамической защиты[25]
- следующие 10 танков были изготовлены к 1 декабря 2011 года[27] и переданы министерству обороны Украины 13[28]-28 декабря 2011 года, они поступили в 1-ю отдельную танковую бригаду[29]. Все 10 танков были поставлены без комплекта динамической защиты[25]
- последние 9 танков планировали поставить в первом полугодии 2012 года[28][30], однако фактически танки были отправлены в 1-ю отдельную танковую бригаду лишь 28 марта 2014 года[31], при этом все 9 танков были поставлены без комплекта динамической защиты (комплекты ДЗ «Нож» для этих девяти танков были заказаны только 7 июля 2014 года)[25].

По состоянию на 2011 год, стоимость модернизации одного Т-64Б до уровня «Булат» составляла 7,2 млн гривен, в дальнейшем стоимость модернизации увеличилась и по состоянию на октябрь 2014 года стоимость модернизации одного танка Т-64Б до уровня «Булат» составляла 14-16 млн гривен.
2 января 2013 года в ходе проверки 1-й отдельной танковой бригады специалистами Территориального Северо-Восточного управления внутреннего аудита и контроля Департамента внутреннего аудита и финансового контроля Министерства обороны была выявлена недостача 56 приборов ночного виденья ТВН-5 с танков Т-64БМ «Булат» общей стоимостью свыше 1,3 млн гривен, в результате расследования было установлено, что приборы похитил командир одной из танковых рот бригады. В августе 2013 все похищенные приборы были возвращены.
В июне 2014 года по заказу министерства обороны Украины был выполнен ремонт нескольких комплектов артиллерийского вооружения для танков «Булат» (36 тормозов отката и 10 накатников для танковой пушки Т-64БМ).
В ходе боевых действий на востоке Украины некоторое количество танков было уничтожено и свыше десяти получили повреждения, но в дальнейшем были эвакуированы и восстановлены. 6 декабря 2014 на полигоне в Чугуеве вооружённым силам передали более десяти отремонтированных танков Т-64БМ «Булат» (всего до 25 мая 2017 харьковским заводом им. Малышева были отремонтированы и возвращены в строй 50 Т-64БМ, повреждённых в ходе боевых действий на востоке Украины).

## Опытные образцы на базе Т-64Б
Шесть танков с макетом встроенной динамической защиты, два модернизированных танка Т-64БМ2 (объект 447АМ-2) и один Т-64У (объект 447АМ-1) были показаны на параде в честь независимости Украины 24 августа 1999 года. При этом Т-64У с башенным номером «201» находился на «скамье запасных» и по Крещатику не шёл. Внешне Т-64У легко отличить от Т-64БМ2 по отсутствию осветителя на башне рядом с пушкой и антеннообразному датчику ветра на корме башни взамен старого с «ушами», а также по ЗПУ на командирском люке, которая у Т-64БМ2 осталась прежняя, а у Т-64У такая, как на Т-80УД и Т-84.

## Специальные машины на базе Т-64
- ПТС-2 — плавающий транспортёр
- БАТ-2 — путепрокладчик на базе тягача МТ-Т
- МДК-3 — роторный траншейный экскаватор
- МТ-Т — тяжёлый многоцелевой гусеничный транспортёр-тягач
- БМПВ-64 — тяжёлая БМП на базе шасси танка Т-64. Выпущена Харьковским БТРЗ.
- УМР-64 — тяжёлый бронетранспортёр того же завода на базе Т-64
- ГПМ-64 — гусеничная пожарная машина на основе Т-64

Помимо военного варианта, БРЭМ-64, был разработан «гражданский» вариант БРЭМ без установки вооружения и системы защиты от ОМП.

## Оценки
В журнале Armor за март — апрель 1990 года капитан Джеймс Уорфорд в статье «Оценка советского танка Т-64» сделал такие выводы о значении принятия на вооружение Советской армии ВС СССР танков Т-64:

… развёртывание Т-64 повлияло на НАТО. Как только стали известны возможности нового танка, западные армии запустили программы ускоренной разработки и развёртывания оружия противодействия Т-64. Эти усилия не просто продолжались несколько лет, но и усилились с появлением в 1984 году Т-64, оснащённых реактивной бронёй …
Если бы Т-64 вступил в бой неожиданно [для сил НАТО], — так, как вступили в бой Т-34/76 Второй мировой войны, — экипажам НАТО пришлось бы столкнуться с действительно новаторским, до того неизвестным оружием. Танкисты НАТО доблестно сражались бы на своих, худших, танках — с мрачным для них исходом … Развёртывание Т-34/76 было первым прецедентом, когда Советская Армия застала противника врасплох, выставив на поле боя новый, новаторский танк. Во второй раз это произошло с Т-64. Если бы Т-64 пошёл в бой против танков НАТО 1960-х и 1970-х годов, он бы наверняка захватил превосходство на поле боя. И хотя развёртывание Т-64 было направлено на тогдашних вероятных противников СССР [в мирное, а не военное время], его последствия были несоизмеримо бо́льшими и они ощущаются по сей день. … Мы обязаны изучить эту угрозу, предпринять ответные действия и разбить её до того, как она получит шанс на внезапный разгром её противников на будущих полях будущей войны ….
Оригинальный текст (англ.) We can still see today the impact the T-64’s fielding on NATO. As soon as the capabilities of this new tank became known, the Western armies initiated crash programs to develop and field weapons to counter it. This effort has not only continued over the years, but has increased in intensity with the appearance of T-64s fitted with reactive armor in 1984. Had the T-64 come as a surprise in combat, as did the T-34/76 of World War 11, NATO tank crews would have been faced by a truly innovative and previously secret weapon. These same NATO tankers might have fought valiantly from their inferior tanks with gloomy results … The historic appearance of the T-34/76 seems to mark only the first example of the Soviet Army suprising its enemies with a new and very innovative tank. This capability was seen a second time with the fielding of the T-64. Had the T-64 gone into battle against the NATO tanks of the '60s and 7OS, it would have certainly ruled the battlefield. Although the fielding of the T-64 was directed at only the potential enemies of the Soviet Army, it’s impact was even more dramatic and is still being felt today. The fielding of the FST-2 may represent the third time the Soviets have been able to surprise their adversaries by fielding a technically superior tank. We must identify this new threat, counter and beat it, before it is allowed to surprise and defeat its potential adversaries on some battlefield of the future ….
 

## Модификации
Т-64БВ в парке «Патриот»
Т-64БМ «Булат»
Т-64Б (1976 год) — модернизированный вариант Т-64А. Основные отличия: комплекс управляемого ракетного вооружения 9М112 «Кобра», новая система управления огнём 1А33-1 с прицелом-дальномером-прибором слежения 1Г42 со встроенным лазерным (квантовым) дальномером с высокой точностью определения дальности до цели и системой определения поправки на боковое движение цели и с электронным баллистическим вычислителем с автоматическим вычислением поправок для стрельбы, система защиты от напалма, система пуска дымовых гранат «Туча», сплошные бортовые экраны, труба ствола пушки получила быстроразъёмное соединение с казёнником, увеличен динамический ход опорных катков. С 1984 по ОКР «Отражение» на ВЛД наваривалась дополнительная стальная плита толщиной 30 мм.
Внешние отличия — отсутствие кожуха трубы стереоскопического дальномера с правой стороны башни, почти на этом месте кожух антенны радиоуправления ракетой с радиопрозрачной передней крышкой, сплошные бортовые экраны и датчик бокового ветра в задней части крыши башни.
Т-64БК (1976 год) — командирский танк Т-64Б. Внешнее отличие от Т-64Б — гнездо второй антенны радиостанции на башне.
Т-64Б1 (1976 год) — вариант танка Т-64Б без некоторых элементов комплекса управляемого вооружения (станция наведения, управляемые ракеты и др.). Внешних отличий от Т-64Б нет.
Т-64БМ (1983 год) — вариант танка Т-64Б с двигателем 6ТД — 6-цилиндровым многотопливным двухтактным турбопоршневым дизелем мощностью 1000 л. с.
Т-64БВ (1985 год) — вариант танка Т-64Б с навесной динамической защитой Контакт-1. Бронирование лба корпуса усилено.
Т-64БВК (1985 год) — командирский танк Т-64БВ. Внешнее отличие от Т-64БВ — гнездо второй антенны радиостанции на башне.
Т-64Б1В (1985 год) — вариант танка Т-64Б1 с навесной динамической защитой.
Т-64БМ «Булат» (2005 год) — украинская модификация танка Т-64Б. Разработан ХКБМ имени Морозова, работы по модернизации выполняет ЗТМ им. Малышева, всего в программе модернизации задействованы около 25 предприятий военно-промышленного комплекса Украины.
СУО «Иртыш» (1А45) модернизированного танка включает:
- прицельный комплекс «Рось» (1А43У) — предназначен для прицеливания пушки наводчиком, в том числе ПТУР, и спаренного пулемёта. Включает дневной прицел наводчика «Промінь» (1Г46М) и танковый баллистический вычислитель 1В528-1.[46] Прицел «Промінь» имеет кратность 2,7-12х, оснащён независимой стабилизацией в двух плоскостях, лазерным дальномером (до 9990 м с точностью ±10 м) и каналом полуактивного управления ПТУР Комбат.[47]
- ночной комплекс наводчика «Буран-E» (Т01-К01ЕR) улучшает вдвое эффективность стрельбы и в 2-3 раза сокращает время на подготовку выстрела[источник не указан 2636 дней] за счёт замены механической связи головного зеркала с пушкой на электрическую, введения стабилизации поля зрения и автоматического ввода углов прицеливания и упреждения.[48][неавторитетный источник] Предусмотрена возможность установки вместо него тепловизора «Буран-Катрин»[49], однако по финансовым причинам он не является стандартным оснащением.
- стабилизатор основного вооружения 2Э42М обеспечивает в 2 раза лучшую точность прицеливания[источник не указан 2636 дней]. Стабилизатор разработан киевским НИИ «Квант» и производится на ГП Харьковский машиностроительный завод «ФЭД».[50]
- прицельно-наблюдательный комплекс командира «Агат» (ПНК-4СР) стабилизирован в вертикальной плоскости и обеспечивает дублирование стрельбы из пушки и спаренного с ней пулемёта, зенитной установки днём и ночью.[51]
- прицел зенитной установки ПЗУ-7[16] и привод её наведения 1ЭЦ29М
- комплекс управляемого вооружения ТАКО-621 позволяет вести огонь ПТУР «Комбат» на расстоянии до 5000 м.[52]
- основным вооружением танка Т-64БМ «Булат» является 125-мм гладкоствольная пушка КБАЗ или 2А46М-1. Ствол пушки выполнен быстросъемным и может быть заменен в полевых условиях без демонтажа башни с танка, как и у 2А46М танков Т-64Б и Т-64БВ[12][53]. Привод вращения башни — электрический, привод пушки — гидравлический. После модернизации башня до двух раза быстрее: на 180° за 5 секунд (скорость вращения башни относительно корпуса составляет до 40 град/сек).

Все прицелы и приборы серийно выпускались целиком на Украине на следующих предприятиях:
- Черкасский научно-производственный комплекс «Фотоприбор»[54]
- Изюмский казённый приборостроительный завод[16]

Повышение уровня живучести танка Т-64БМ «Булат» достигнуто за счёт установки дополнительной защиты на корпус и башню танка. Комплект дополнительной защиты предназначен для повышения уровня защиты от современных кумулятивных и бронебойных подкалиберных снарядов при минимально возможном увеличении массы танка. Комплект дополнительной защиты состоит из пассивной (накладной) броневой защиты и встроенной динамической защиты (ВДЗ) «Нож». ВДЗ состоит из носового модуля и бортовых экранов, установленных на корпусе танка, а также модульных секций, размещённых по внешнему периметру лобовых и бортовых участков башни и контейнеров, установленных на крыше башни.
Масса комплекта дополнительной защиты с элементами динамической защиты составляет 3,5 т. Установка комплекта ДЗ на одном танке силами экипажа занимает около 6 часов. Элементы ДЗ, установленные на танке, в процессе его эксплуатации в специальном обслуживании не нуждаются. Накладная броня устанавливается на лобовых и бортовых участках башни. ВДЗ устанавливается на лобовых, бортовых участках и крыше башни.
ВДЗ «Нож» в отличие от «Дуплет» или «Реликт» не обеспечивает защиту от тандемных кумулятивных боеприпасов. Ослабление уровня пробития подкалиберных бронебойных снарядов 20 %, а кумулятивных — 40 %. Но по другим данным ослабление уровня пробития подкалиберных бронебойных снарядов достигает 90 %, как и кумулятивных. Принцип действия ВЗД «Нож» заключается в разрезании боеприпаса несколькими кумулятивными струями.
На танк устанавливается пятицилиндровый дизельный двигатель 5ТДФМ объёмом 13,6 литра и мощностью 850 л. с. Двигатель — двухтактный, многотопливный (работает на бензине, керосине, топливе для дизельных двигателей или их смеси в любой пропорции), с наддувом, прямоточной продувкой, непосредственным впрыском топлива, с горизонтальным расположением цилиндров и противоположно движущимися поршнями. По сравнению с 5ТДФ, предыдущим вариантом двигателя, на 21,4 % возросла удельная мощность, достигнув 62,5 л. с./литр при тех же габаритах (Д х Ш х В, мм: 1413 х 955 х 581) и массе (1040 кг).
Модернизированный двигатель 5ТДФМ, разработанный на казённом предприятии «Харьковское конструкторское бюро по двигателестроению» (КП ХКБД), имеет не только увеличенную мощность, но и значительно надёжнее предшественника. Установка модернизированного двигателя 5ТДФМ требует замены штатного воздухоочистителя на новый и доработки выпускной системы. Также предусмотрена возможность установки двигателя 6ТД-1 мощностью 1000 л. с.
Запас топлива — 1270 л (730 литров во внутренних баках и 540 литров в наружных). Вместимость дополнительных бочек — 370 литров.
Т-64Е (2010 год) — украинская современная модификация с двигателем 5ТДФЕ мощностью 850 (900) л. с. и ВСУ мощностью 10 кВт. Оснащён модернизированной СУО, ДЗ «Дуплет», комплексом управляемого оружия «Комбат» и зенитной 23-миллиметровой пушкой на башне с дистанционным управлением.
Т-64Б1М (2014 год) — украинский упрощённый вариант модернизации танков Т-64Б1, создан на Харьковском бронетанковом заводе. На танке установлена встроенная динамическая защита, усиливающая защиту башни, лобовой части корпуса и борта. В задней части башни установлена ниша для боекомплекта и оборудования.
Т-64БМ1М (2014 год) — украинский вариант модернизации Т-64 с динамической защитой «Дуплет» и забашенной нишей.
Т-55-64 — гибрид среднего и основного танка с шасси от Т-64 и с башней от Т-55.
Т-64БМ2 (2021 год) — украинская модификация с двигателем 6ТД-1 мощностью 735 кВт (1000 л. с.).

## Т-64БВ и варианты его модернизации
|                                                    | Т-64БВ                   | Т-64БМ «Булат»                  | Т-64Е                                  |
| -------------------------------------------------- | ------------------------ | ------------------------------- | -------------------------------------- |
| Год                                                | 1985                     | 2005                            | 2010                                   |
| Разработчик                                        | ХКБМ                     | ХКБМ                            | ХБТРЗ                                  |
| Боевая масса, т                                    | 42,4                     | 45,0                            | 42,7                                   |
| Экипаж                                             | 3                        | 3                               | 3                                      |
| Калибр и марка пушки                               | 125-мм 2А46М-1           | 125-мм КБАЗ                     | 125-мм КБАЗ                            |
| Система управления огнём                           | 1А33-1 «Обь»             | 1А45 «Иртыш»                    | 1А33-1 «Обь» (модернизированная)       |
| Прицел-дальномер                                   | 1Г42                     | 1Г46М                           | 1Г42М                                  |
| Стабилизатор основного вооружения                  | 2Э42                     | 2Э42М                           | 2Э42                                   |
| Управляемое вооружение                             | «Кобра»                  | «Комбат»                        | «Комбат»                               |
| Боекомплект, выстрелов                             | 36                       | 36                              | 37                                     |
| Скорострельность, выстр./мин                       | 8                        | 8                               | 8                                      |
| Дополнительное вооружение                          | 7,62-мм ПКТ 12,7-мм НСВТ | 7,62-мм КТ-7,62 12,7-мм КТ-12,7 | 7,62-мм ПКТ 12,7-мм НСВТ ГШ-23Л АГС-17 |
| Динамическая защита                                | «Контакт-1»              | «Нож»                           | «Дуплет»                               |
| Активная защита                                    | нет                      | нет                             | КОЭП «Варта», КАЗ «Заслон»             |
| Двигатель                                          | 5ТДФ (700 л. с.)         | 5ТДФМ (850 л. с.)               | 5ТДФЕ (850 л. с.)                      |
| Удельная мощность, л. с./т                         | 16,5                     | 18,9                            | 19,9                                   |
| Максимальная скорость, км/ч                        | 60                       | 60                              | 65                                     |
| Запас хода по топливу без дополнительных бочек, км | 500                      | 385                             | 500                                    |

## Применяемые боеприпасы основного вооружения

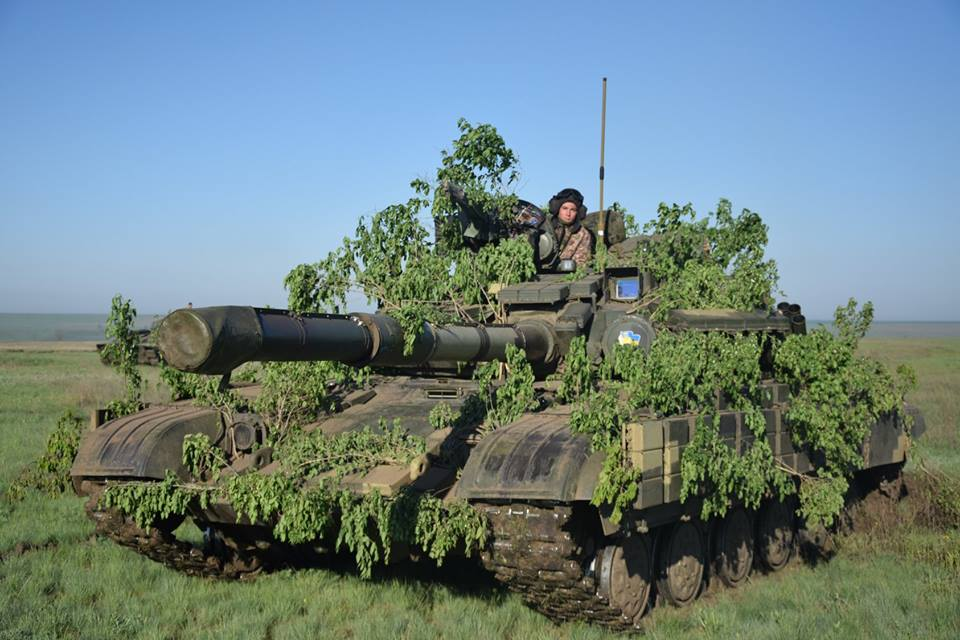
Т-64БВ во время полигонного выхода 56-й омпбр. 10 мая 2018 года.

До Т-64Б на Т-64А применялось три типа снарядов: кумулятивный, осколочно-фугасный и бронебойный подкалиберный.
В середине 70-х годов на вооружение Т-64Б принимается комплекс управляемого вооружения «Кобра». Управляемый снаряд с кумулятивной боевой частью размещался в «карусели» автомата заряжания, при этом снаряд был разделён — в лотке снаряда укладывалась головная часть (боевая часть + двигательный отсек), в лотке заряда — отсек управления + вышибной заряд. Механическое соединение снаряда (включая коммутацию электрических цепей) происходило автоматически в казённике пушки при выполнении цикла заряжания. Запуск производился через ствол пушки, в качестве вышибного заряда использовался алюминиевый поддон штатного выстрела, снаряжённый минимальным зарядом. Двигательная установка снаряда запускалась на расстоянии примерно 70 м от среза ствола.
Бронепробиваемость кумулятивного снаряда на Т-64Б составляла 450 мм.

## Памятники
- Город Омск. На территории кадетского корпуса в центре города стоит Т-64Б или Т-64А.
- Город Альметьевск, республика Татарстан. Танк Т-64Б установлен в экспозиции РОСТО ДОСААФ.
- Город Красноярск. Перед зданием военкомата Советского района в модификации Т-64Б
- Село Сарманово, республика Татарстан. Парк Ленина.
- Украина, г. Днепр. памятник возле штаба оперативного командования «Восток». Город Назарово Красноярский край, танк стоит на «алее славы шахтёров»

## Операторы

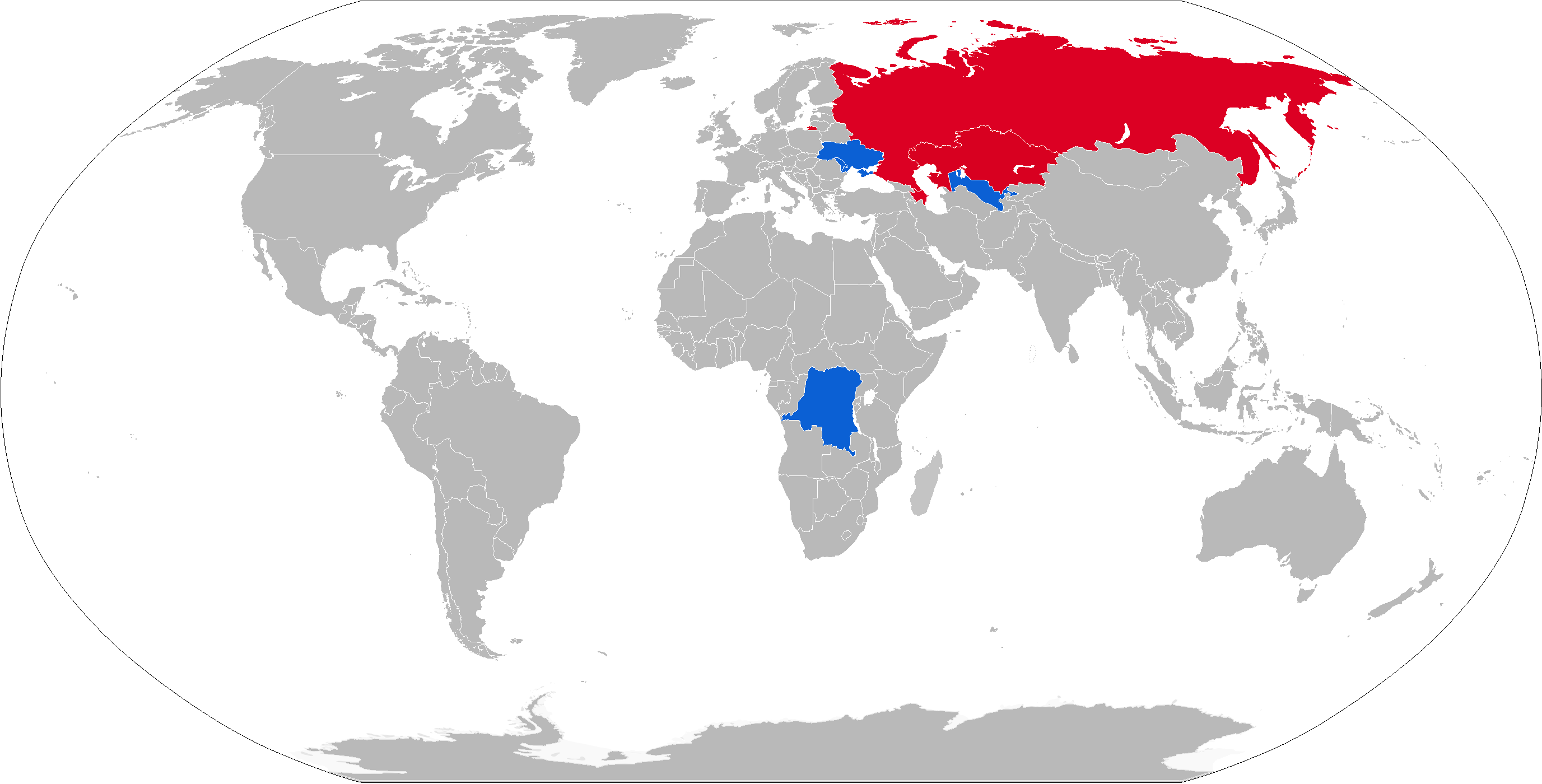
Операторы танков Т-64Б на 2021 год

### Современные операторы

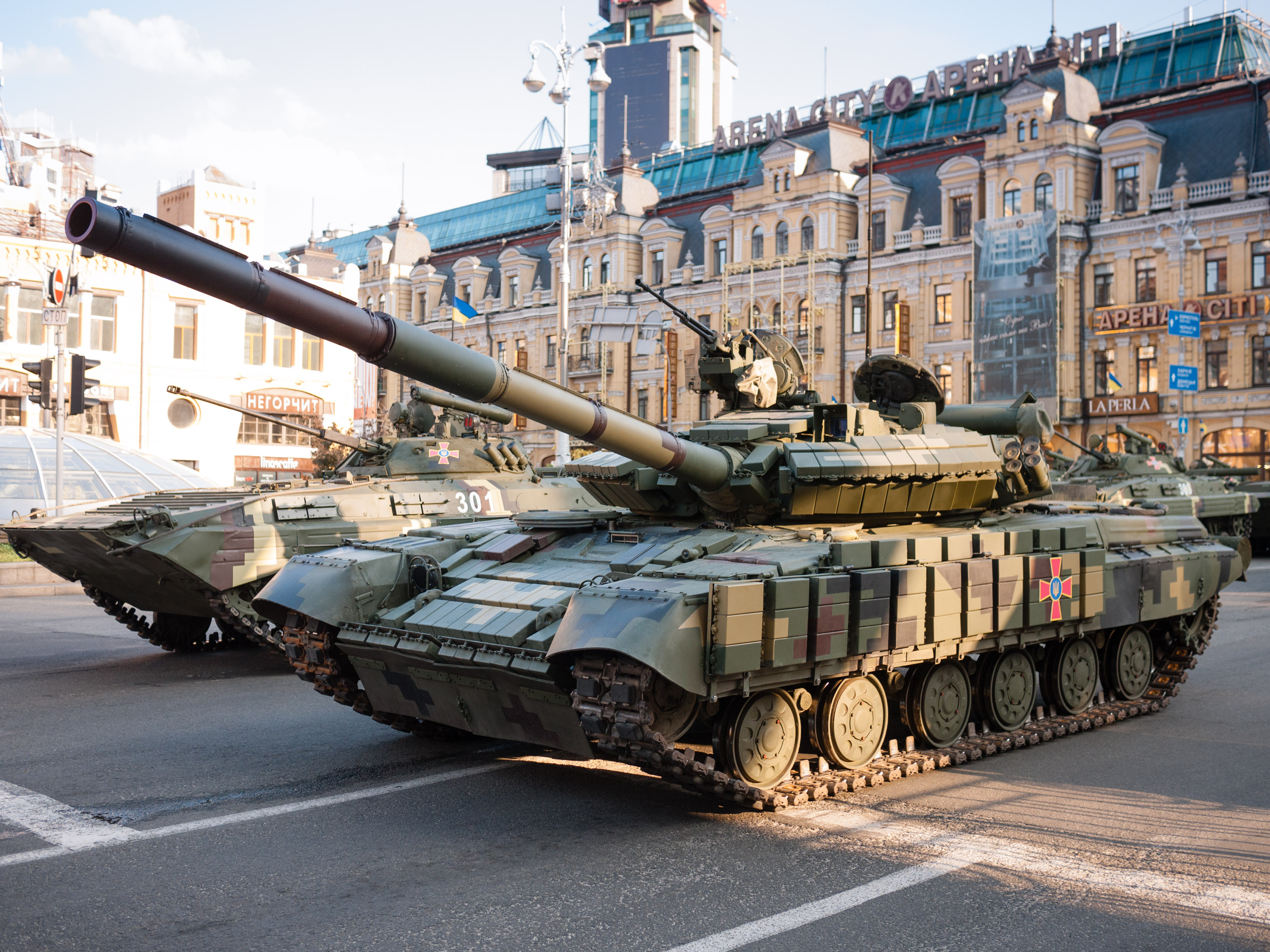
Т-64БВ обр. 2017 на параде в честь дня независимости в Киеве. 20 августа 2018.

- Демократическая Республика Конго — 25 Т-64БВ-1 по состоянию на 2025 год[63]
- Россия: 50 Т-64А/БВ на вооружении и некоторое количество на хранении по состоянию на 2025 год[64]
- Украина
  - Сухопутные войска Украины: более 250 Т-64БВ и Т-64БМ на вооружении, по состоянию на 2025 год[65]
  - Морская пехота Украины: имеются Т-64БВ на вооружении, по состоянию на 2025 год[66]
  - Национальная гвардия Украины: имеются Т-64БВ и Т-64Б1М на вооружении, по состоянию на 2025 год[67]
- Узбекистан — 100 Т-64Б и Т-64БВ на вооружении, по состоянию на 2025 год[68]

### Бывшие операторы
- Азербайджан — 100 Т-62 и Т-64, списаны в 2009 году[69]
- Казахстан — около 50 Т-64, списаны в 2011 году[70]
- ДНР и  ЛНР — некоторое количество Т-64Б, Т-64БВ и Т-64БМ, по состоянию на 2021 год (переданы Россией[71])[72]
- Приднестровье — 18 Т-64, по состоянию на 2014 год[73].

## Боевое применение
Ангола

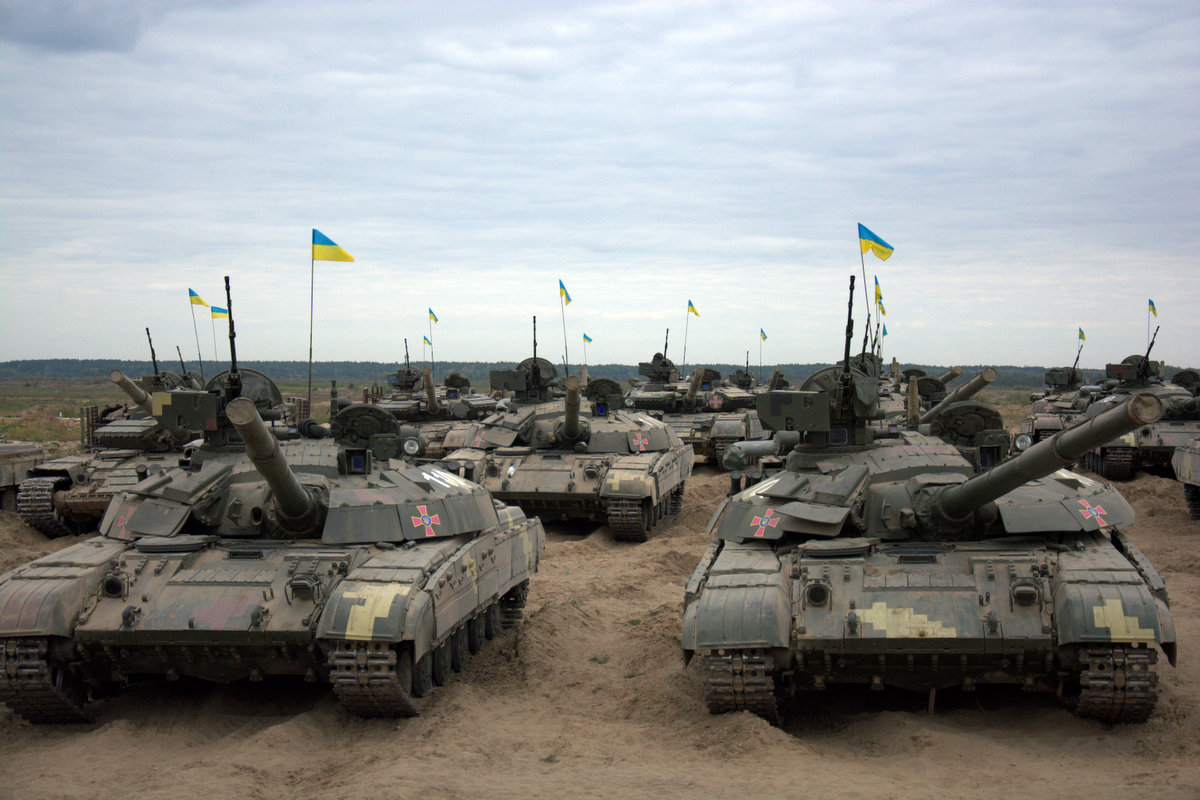
Т-64БМ «Булат» 1-й отбр на Гончаровском полигоне

Т-64Б1 применялся формированиями группировки УНИТА в гражданской войне в Анголе в 1990-е гг.
Приднестровский конфликт
В 1992 году Т-64БВ 14-й армии РФ использовались в вооружённом конфликте в Приднестровье. В бою у моста под Бендерами в Приднестровье, как минимум, 2 Т-64БВ были уничтожены, при этом их огнём была полностью подавлена артиллерия противостоящих подразделений Молдовы.. Также выстрелом из СПГ-9 был уничтожен один Т-64БВ миротворческих сил России.
Операция в Грузии
Участие Т-64БВ1К морской пехоты ЧФ РФ в операции по разоружению сил звиадистов в Грузии в ноябре 1993 года. Танки были высажены в порту Поти и принимали участие в зачистке Западной Грузии от мятежных сил Звиада Гамсахурдия.

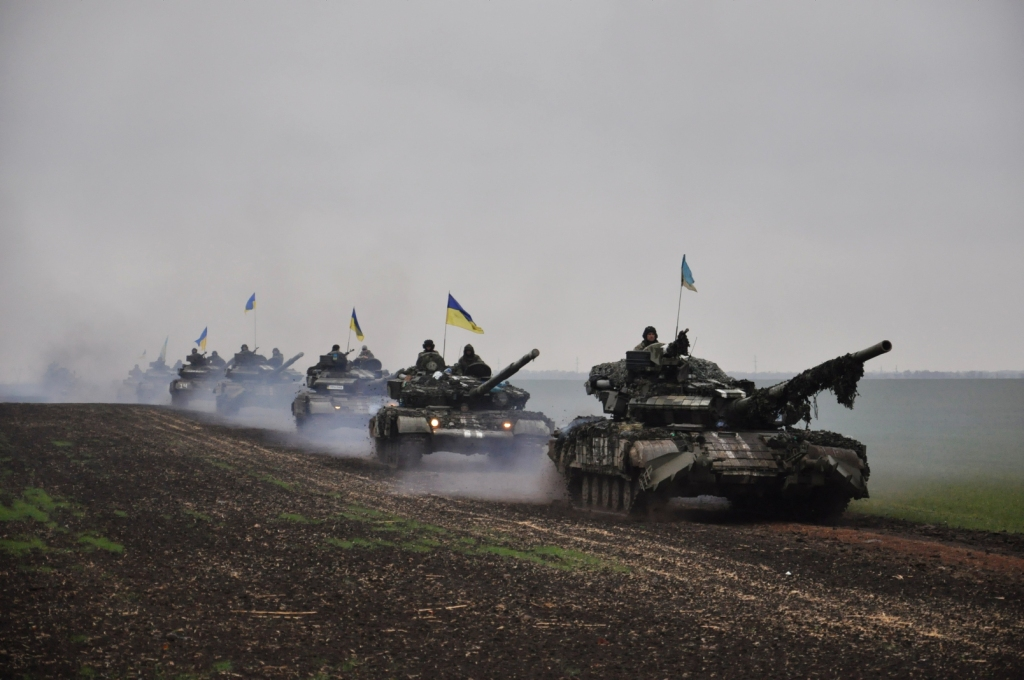
Украинские Т-64БВ на востоке Украины. 2015 год

Российско-украинский конфликт в Крыму
Во время российской аннексии Крыма в феврале 2014 года на территории полуострова находилось несколько десятков танков Т-64Б 36-й бригады береговой обороны Украины. 41 танк был возвращён Украине. Несколько Т-64 остались на полуострове.
Российско-украинская война
С 2014 года применяется ВСУ, а также вооружёнными формированиями самопровозглашённых ДНР и ЛНР в ходе конфликта на востоке Украины.
По неподтверждённым данным штаба ДНР за первые полгода боевых действий ими были уничтожены 448 танков, а по данным Министерства обороны Украины за чуть больший период, до конца 2014 года — было подбито 475 украинских танков, из них полностью уничтожены 69 (не считая потерь в последующие годы). По данным украинского журналиста Руслана Рудомского к 2018 году в ходе войны огнём противника было уничтожено более 300 танков Т-64 ВСУ. Около 20 безвозвратно потерянных танков были современной модификации Т-64БМ «Булат».
Заместитель директора Департамента разработок и закупки вооружения и военной техники МО Украины Андрей Артюшенко указывал, что до 75 % потерь украинских танков происходит по причине поражения их обычными артиллерийскими минами и осколочно-фугасными артиллерийскими снарядами в верхнюю полусферу — крышу башни и корму корпуса.
Т-64БВ применяется обеими сторонами в вооружённом конфликте на востоке Украины. Т-64БМ «Булат» активно используется украинской армией, зафиксированы случаи уничтожения танков этого типа. Сообщается, что первая машина этого типа была подбита 13 июня 2014 года в боях за Луганский аэропорт, хотя украинская сторона официально признала уничтожение одного Т-64БМ 17 июня 2014 года в районе посёлка Станица Луганская.
В декабре 2017 года бывший заместитель командующего Сухопутными войсками Украины по логистике генерал-майор Юрий Толочной заявил: «Некоторые варианты модернизации [бронетехники] оказываются неудачными в реальном бою. Например, танки Т-64БМ „Булат“ в силу большого веса и слабого двигателя оказались неэффективными, были переведены в резерв, и заменены линейными Т-64.»